# (9367) 1993 BO3
(9367) 1993 BO3 là một tiểu hành tinh vành đai chính. Nó được phát hiện bởi Akira Natori và Takeshi Urata ở Trạm quan sát JCPM Yakiimo ở Shimizu, Shizuoka, Nhật Bản, ngày 30 tháng 1 năm 1993.